# Pedro Rizzeti
Pepe, właśc. Pedro Rizzeti (ur. 25 czerwca 1907 w São Paulo, zm. 19 marca 1986 tamże) – brazylijski piłkarz grający na pozycji obrońcy lub pomocnika.

## Kariera klubowa
Pedro Rizzeti karierę piłkarską rozpoczął w klubie Palestra Itália w 1926 roku. Z Palestra Itália zdobył mistrzostwo stanu São Paulo – Campeonato Paulista w 1929 roku. W 1931 roku jak wielu wówczas brazylijskich piłkarzy włoskiego pochodzenia wyjechał do Włoch do S.S. Lazio.
W Serie A zadebiutował 20 września 1931 w przegranym 1-3 meczu z Torino FC. Ostatni raz w Lazio zagrał 22 kwietnia 1934 w wygranym 2-1 meczu z Casale. W Lazio przez trzy sezony zaliczył w tym czasie 45 spotkań.

## Kariera reprezentacyjna
Pedro Rizzeti ma za sobą występ w reprezentacji Brazylii, w której zadebiutował 1 sierpnia 1930 w wygranym 3-2 towarzyskim meczu z reprezentacją Francji.